# Домнешти-Сарби (Илфов)
Домнешти-Сарби (рум. Domneşti-Sârbi) насеље је у Румунији у округу Илфов. Oпштина се налази на надморској висини од 82 m.

## Становништво
Према подацима из 2011. године у насељу је живело 6393 становника.